# Алексеев, Николай Михайлович (Герой Советского Союза)
Никола́й Миха́йлович Алексе́ев (26 июня 1919 года — 12 июля 1943 года) — советский военный лётчик, участник Великой Отечественной войны, заместитель командира эскадрильи 64-го гвардейского истребительного авиационного полка 4-й гвардейской истребительной авиационной дивизии 1-го гвардейского истребительного авиационного корпуса 15-й воздушной армии Брянского фронта, Герой Советского Союза (24.08.1943), гвардии младший лейтенант.

## Биография
Родился 26 июня 1919 года в посёлке Старые Промыслы (в настоящее время — часть города Грозный). Происходил из семьи рабочего, по национальности — русский.
Окончил школу фабрично-заводского ученичества (ФЗУ) «Нефтеуч» в городе Грозном в 1937 году, затем работал там же инструктором по производственной практике и одновременно занимался в Грозненском аэроклубе.
В Красной Армии с декабря 1939 года. Учился в Нахичеванской военной авиационной школе, затем в Батайской военной авиационной школе, которую окончил в 1941 году.
Член ВКП(б) с 1942 года.
С сентября 1942 года — на фронтах Великой Отечественной войны, был лётчиком и командиром звена.
К июлю 1943 года совершил 102 боевых вылета, в более 30 воздушных боях лично сбил 14 самолётов противника и 3 — в группе.
12 июля 1943 года гвардии младший лейтенант Алексеев прикрывал с воздуха наземные войска у города Новосиль Орловской области. В бою с превосходящими силами противника сбил 2 истребителя противника. Израсходовав боекомплект, таранным ударом сбил третий вражеский самолёт и сам погиб.
Указом Президиума Верховного Совета СССР от 24 августа 1943 года за образцовое выполнение боевых заданий командования на фронте борьбы с немецкими захватчиками и проявленные при этом отвагу и геройство гвардии младшему лейтенанту Алексееву Николаю Михайловичу присвоено звание Героя Советского Союза посмертно.

## Награды
- Медаль «Золотая Звезда» Героя Советского Союза
- Орден Ленина
- Орден Красного Знамени
- Орден Отечественной войны I степени
- Орден Красной Звезды
- Медаль «За отвагу»

## Память
- 8 мая 2010 года в Грозном открыт мемориальный комплекс «Аллея Славы», где установлены барельеф и памятная доска в честь Героя.
- В честь Алексеева Н. М. названа улица в Грозном[6].